# Irgiz (ort i Kazakstan)
Irgiz (ryska: Иргиз) är en ort i Kazakstan.   Den ligger i oblystet Aqtöbe, i den centrala delen av landet, 800 km väster om huvudstaden Astana. Irgiz ligger 100 meter över havet och antalet invånare är 4 673.
Terrängen runt Irgiz är mycket platt.  Trakten runt Irgiz är nära nog obefolkad, med mindre än två invånare per kvadratkilometer. Trakten runt Irgiz består i huvudsak av gräsmarker.